# Кантор, Лев Осипович
Лев Осипович (Иехуда Лейб) Кантор (1849—1915) — еврейский публицист, медик, редактор, прозаик, поэт, раввин, журналист и общественный деятель; доктор медицины. Тесть С. М. Михоэлса.

## Биография
Иегуда Лейб Кантор родился в 1849 году в городе Вильно, в семье кантора большой виленской синагоги. Получил обычное религиозное воспитание в иешивоте. Под влиянием своей матери, хорошо знавшей еврейский язык, он рано почувствовал влечение к светской еврейской литературе. На 17 году жизни он уже считался хорошим талмудистом. Стремясь к общему образованию, он поступил в виленское раввинское училище, а затем перешёл в житомирское, по окончании которого (1873) отправился в Берлин изучать медицину.
В 1873 году Кантор году поместил в «Haschachar» стихотворение «Ani Maamin» (с подзаголовком «голос молодежи»), первый в еврейской литературе отголосок радикальных течений русской общественной мысли.
В 1874 году Лев Осипович Кантор стал фактическим редактором выходившей в то время в столице Германии газеты «Hazefirah», состоя в то же время корреспондентом «Голоса Москвы».
Получив в 1879 году звание доктора медицины, Кантор переехал в Санкт-Петербург, где стал фактическим редактором «Русского еврея», в котором он под разными псевдонимами писал публицистические статьи, фельетоны (за подписью Бен Баг-Баг) и критические обзоры. В то же время Л. Кантор и за своей подписью, и под псевдонимом Бен-Иосиф, помещал в «Еврейской Библиотеке» и в «Восходе» обзоры еврейской литературы и критические этюды. В 1884 году редактировал журнал «Еврейское обозрение».
В 1886 году Кантор основал первую древнееврейскую ежедневную газету «Гаиом». Помещенные в этой газете фельетоны Кантора (за подписью «Menachem ab», «Okez», M. Balschan, Barkai Leb-Ibri, Kadma we-Asla, Rachasch, Snapir и др.) пользовались большой популярностью благодаря их остроумному содержанию и легкому элегантному стилю.
В конце 1880-х годов он многократно публиковался в «Hameliz», а также в газете на идише «Jüdisches Volksblatt». Своё участие в журналистике на идише Кантор возобновил с зарождением газеты «Fraind», в которой поместил ряд фельетонов.
Последние годы Кантор публиковался значительно реже (в «Haschiloach» и в «Hador»). К этому периоду относятся: критический этюд о Мапу («Пережитое», I), очерк о развитии древнееврейского языка (в «Reschaphim», и отдельно) и ряд статей в «Еврейской энциклопедии Брокгауза и Ефрона».
С 1890 по 1904 гг. Кантор занимал должность общественного раввина в Либаве, затем был в той же должности в Вильно и Риге.
Лев Осипович Кантор умер в 1915 году в городе Риге.